# Psilochalcis benoisti
Psilochalcis benoisti är en stekelart som först beskrevs av Wallace A. Steffan 1948.  Psilochalcis benoisti ingår i släktet Psilochalcis och familjen bredlårsteklar. Inga underarter finns listade i Catalogue of Life.